# Font de la plaça Miró
Font de la plaça Miró és una font catalogada com a monument del municipi de Vilanova i la Geltrú (Garraf) protegit com a bé cultural d'interès local.

## Descripció
Font de secció octogonal sobre una base circular. És de pedra i té quatre piques i quatre brolladors que surten de la boca d'unes cares esculpides en marbre. Presenta dos cossos superposats. El superior està decorat amb elements geomètrics i l'escut de Catalunya i el de la vila, així com l'efígie del donant, Josep Anton Vidal i Pascual. El conjunt és coronat per una cornisa i palmetes i té la coberta en forma de pavelló.

## Història
La primera pedra es posà el 18 de gener de 1861, data d'inauguració de la portada d'aigua a Vilanova i la Geltrú. El projecte va ser realitzat per l'arquitecte F. De Paula del Villar i Lozano. Es va dedicar a Josep Anton Vidal i Pascual, fill de Vilanova, que a la seva mort havia fet una donació per a construir fonts públiques.
S'ha restaurat dues vegades, l'any 1962 i el 1983.